# Lucas Cranach de Jongere

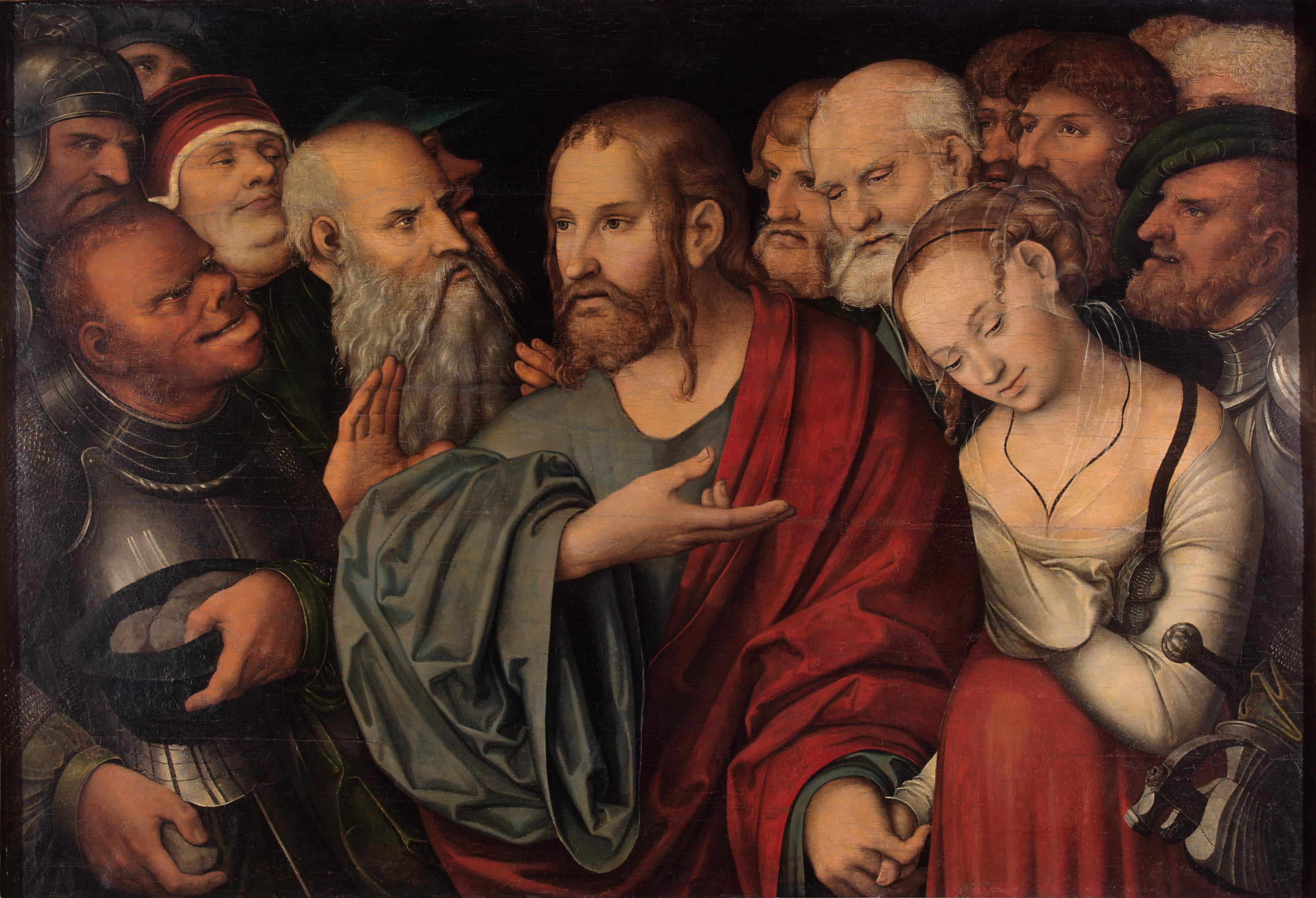
Christus en de overspelige vrouw
Hermitage, Sint-Petersburg

Lucas Cranach de Jongere (Wittenberg, 4 oktober 1515 - Wittenberg, 25 januari 1586) was een  Duitse kunstenaar uit de tijd van de Renaissance, die bekendstaat om zijn houtsnijwerk en schilderijen. 
Hij was de jongste zoon van Lucas Cranach de Oudere en Barbara Brengebier. Lucas begon zijn carrière als leerjongen in het atelier van zijn vader, samen met zijn broer Hans. Zijn faam en reputatie groeide snel. Na de dood van zijn vader in 1553, nam hij de leiding over het atelier. Hij staat bekend om zijn portretten en eenvoudige versies van allegorische en mythologische taferelen. De stijl van zijn schilderijen komt zo met die van zijn vader overeen, dat het soms onduidelijk is of een bepaald schilderij van de hand van zijn vader is, of van hemzelf. 
In 1541 trouwde hij met Barbara Brück. Met haar kreeg hij drie zonen en een dochter. Barbara overleed in 1550, waarna Lucas in 1551 hertrouwde met Magdalena Schurff. Zij kregen samen drie dochters en twee zonen.

## Galerij

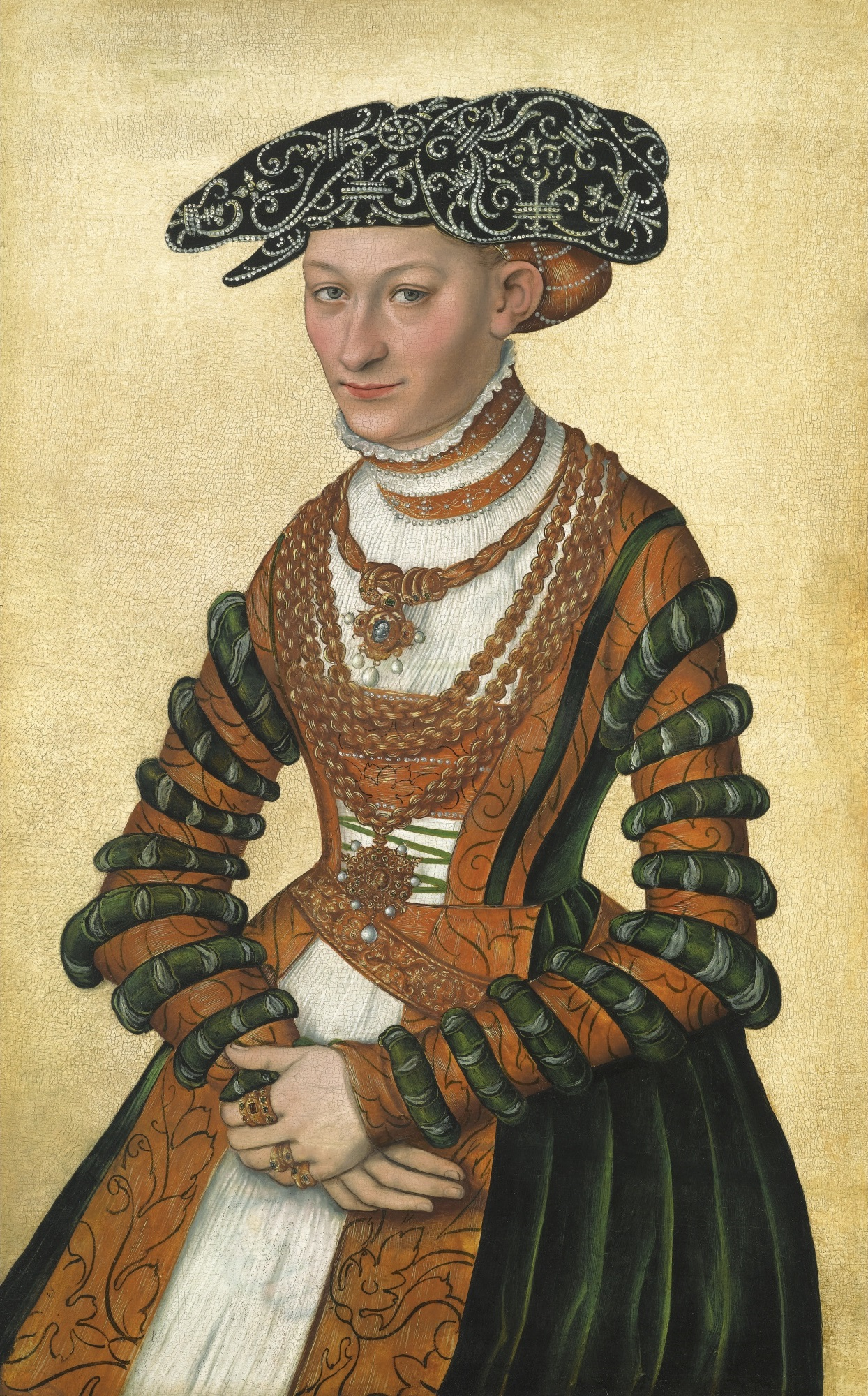
Portret van een onbekende dame, 1541
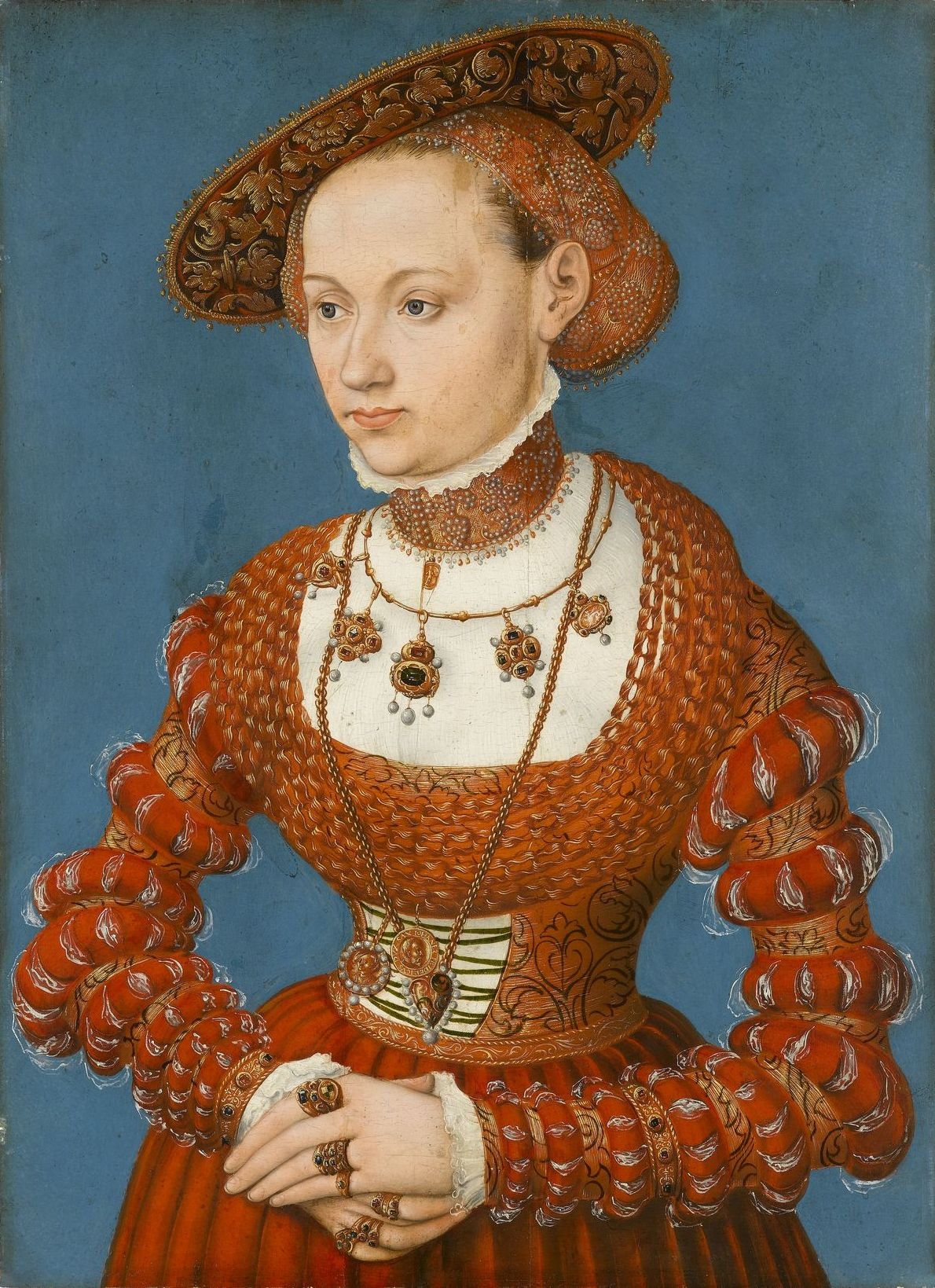
Portret van Anna-von-Minckwitz, 1543, Staatsgalerie Stuttgart
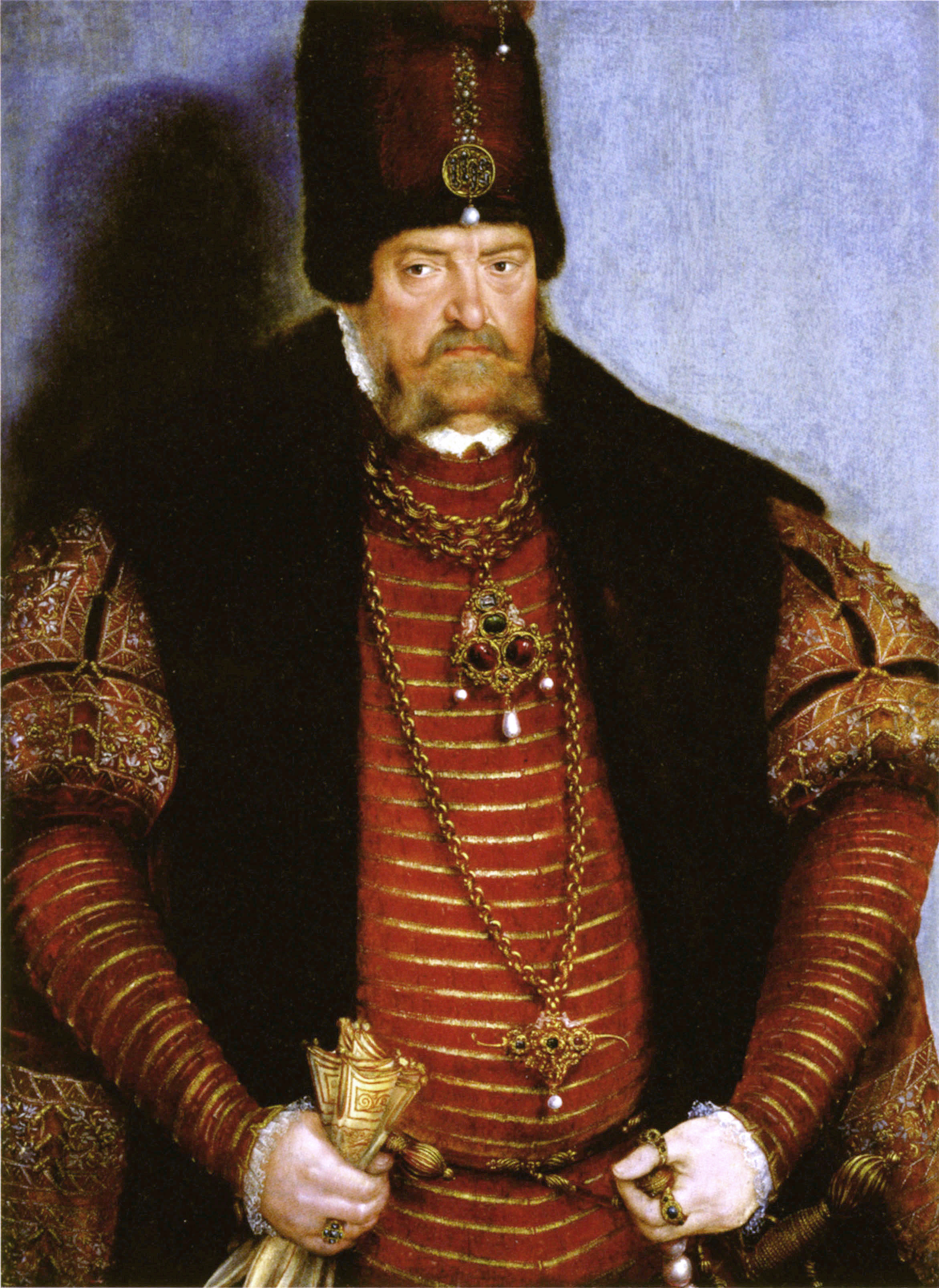
Portret van Joachim II, ca. 1555, Jagdschloss Grünewald
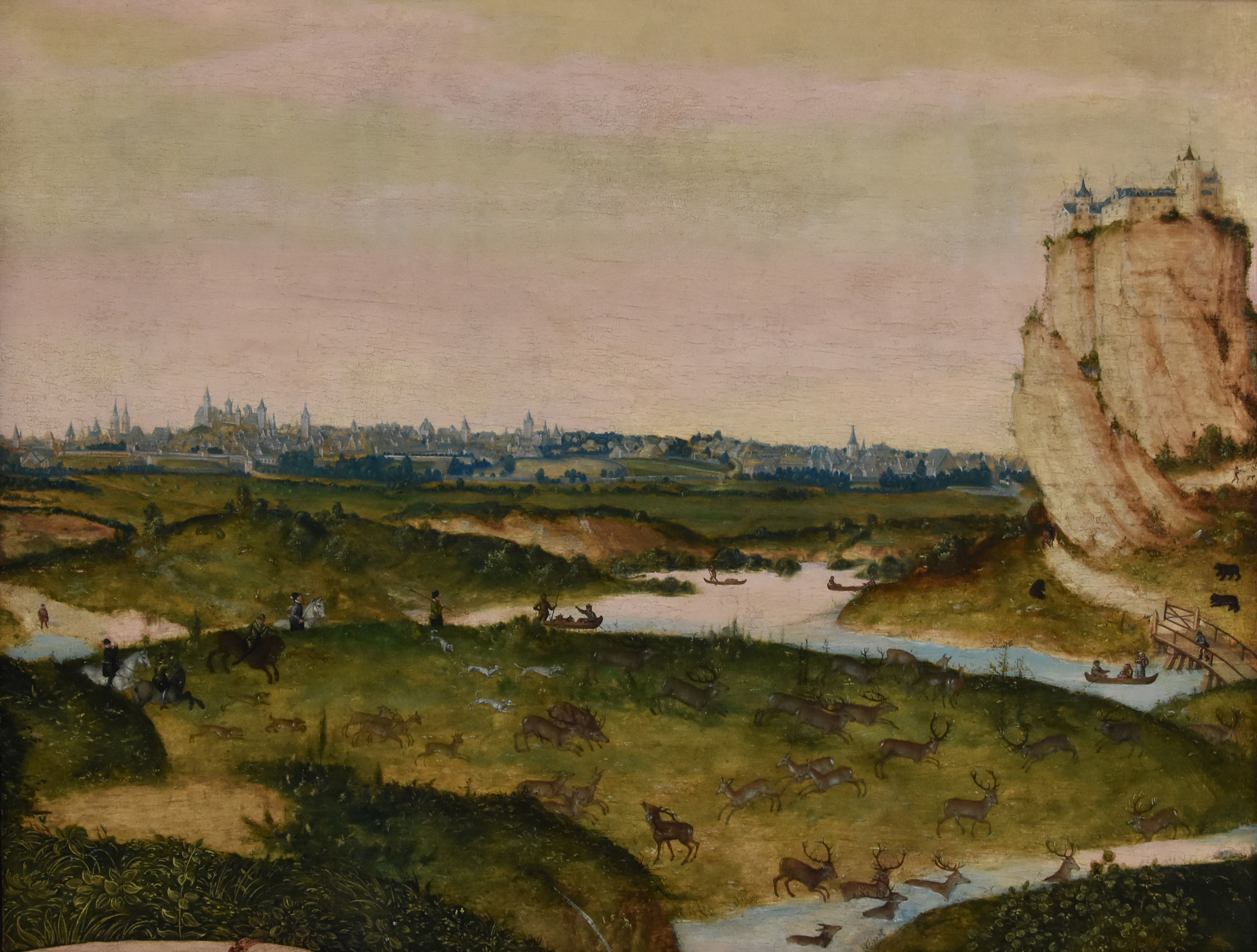
Hertenjacht, 1557, Kröller-Müller Museum, Otterlo
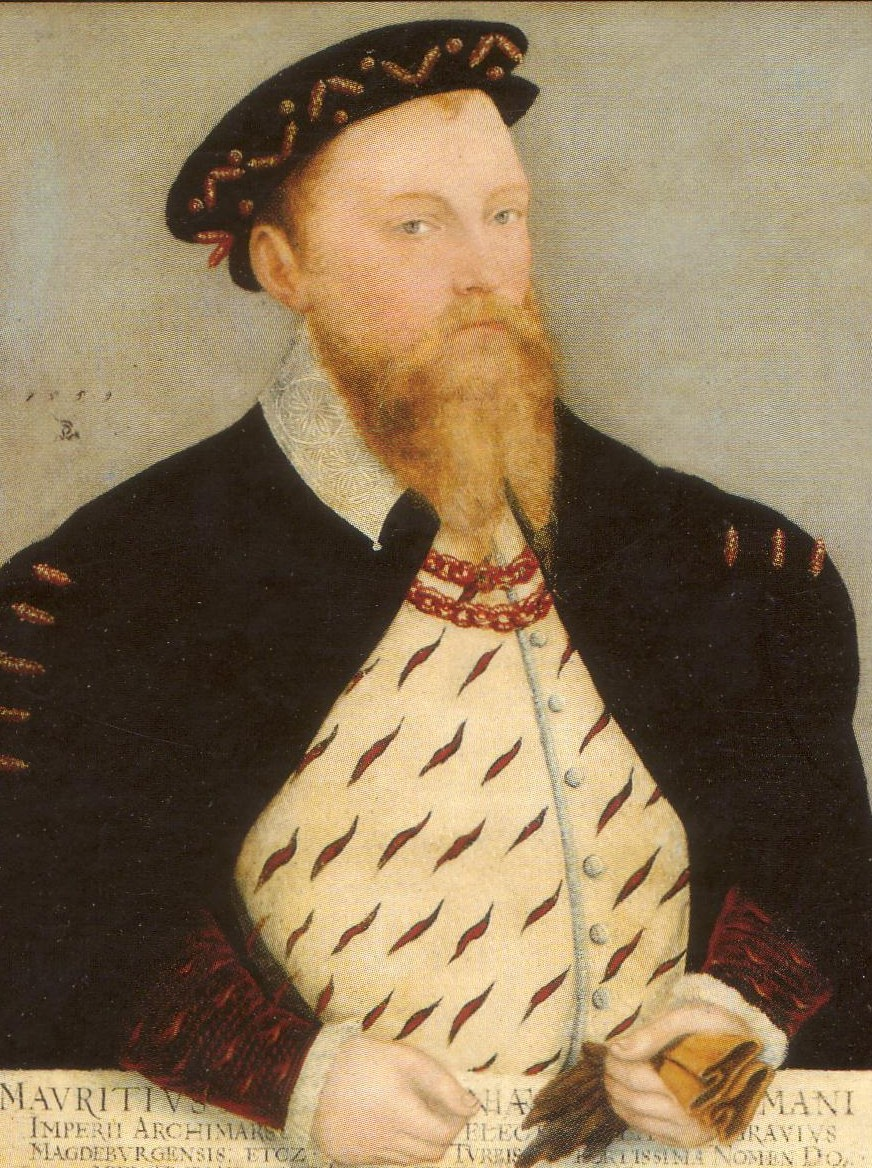
Portret van keurvorst Maurits van Saksen, 1559, Staatliche Kunstsammlungen Dresden
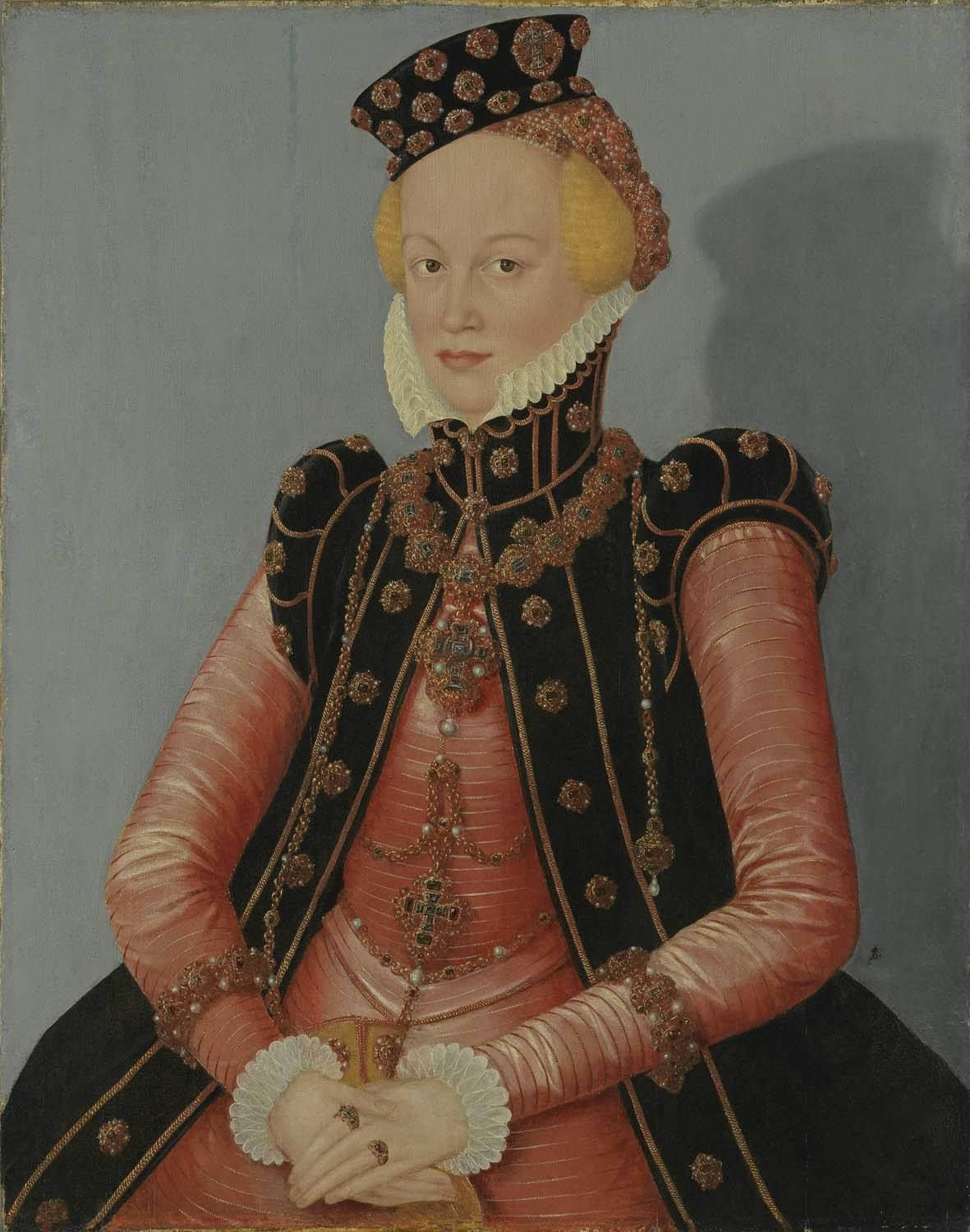
Portret van Margarethe Elisabeth von Ansbach-Bayreuth, 1579, Alte Pinakothek, München
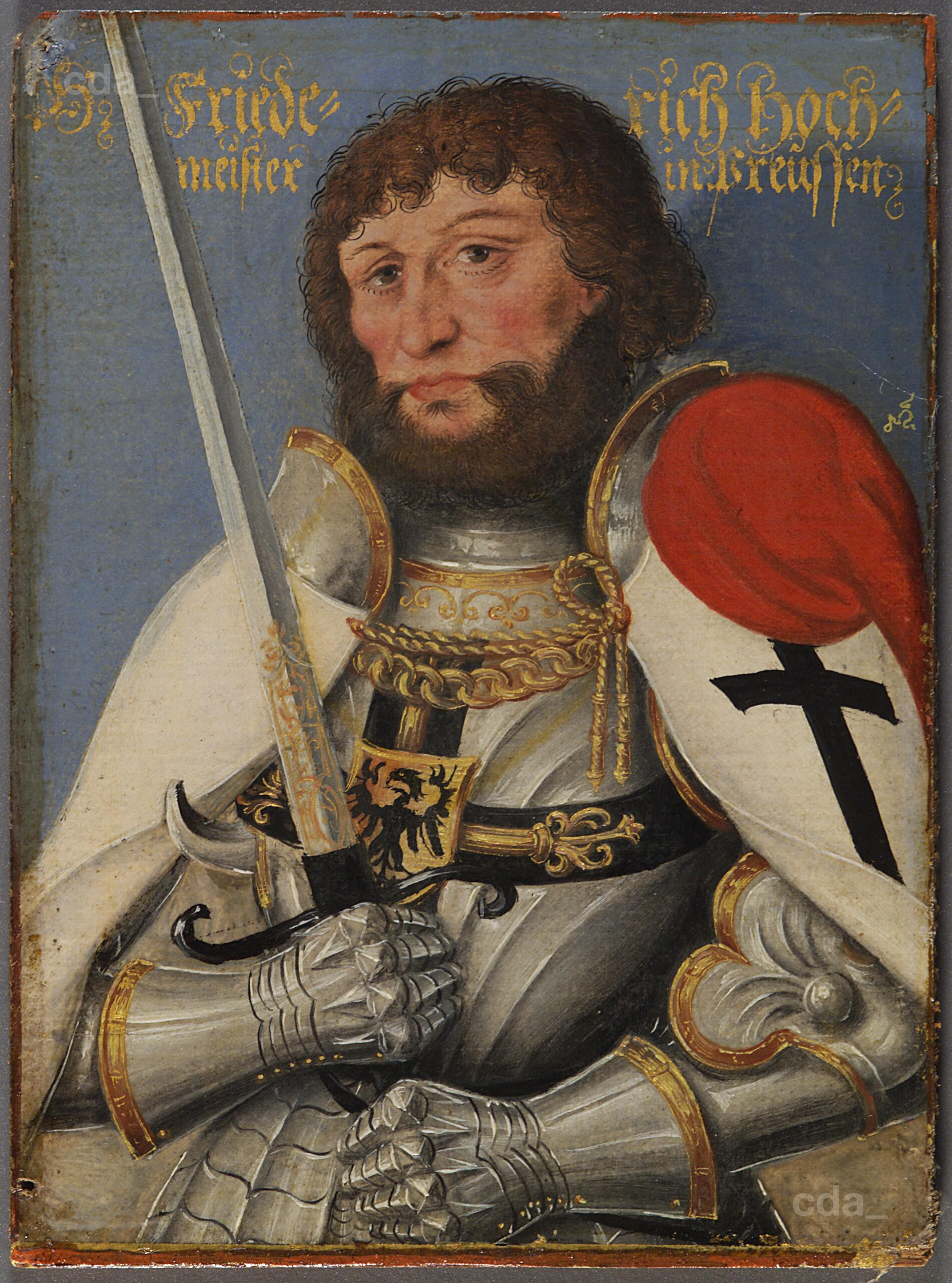
Portret van grootmeester van de Duitse Orde Frederik van Saksen, ca. 1580